# Jianxi
För andra betydelser, se Jianxi (olika betydelser).
Jianxi är ett stadsdistrikt i Luoyang i Henan-provinsen i norra Kina.